# 6 Horas de Silverstone 2014
Las 6 Horas de Silverstone 2014 fue un evento de carreras deportivas de resistencia celebrado en el Circuito de Silverstone cerca de Silverstone, Inglaterra los días 17 a 20 de abril de 2014. El evento sirvió como primera ronda del Campeonato Mundial de Resistencia 2014, y los ganadores de la carrera general fueron galardonados con el Tourist Trophy anual por el Royal Automobile Club. Toyota se convirtió en el primer fabricante japonés en ganar la carrera de resistencia de Silverstone, con Anthony Davidson, Sébastien Buemi y Nicolas Lapierre liderando el segundo TS040 Hybrid del equipo con un 1-2. La carrera, que se había iniciado bajo condiciones climáticas mixtas, se detuvo en la última media hora de competición debido a las fuertes lluvias y no se reinició.
Porsche, haciendo su regreso a las categorías prototipo con el debut del Porsche 919 Hybrid, completó el podio de carrera en la general con el tercer lugar. Los accidentes terminaron la carrera de ambos coches Audi R18 e-tron quattro después de que los campeones del mundo habían comenzado fuertemente. Nicolas Prost, Nick Heidfeld y Mathias Beche de Rebellion Racing fueron los únicos en llegar en la categoría LMP1-L, mientras que el Morgan-Nissan del G-Drive Racing ganó la clase LMP2. Victoria con 1-2 para Porsche en LMGTE Pro y victoria para la marca británica Aston Martin en LMGTE Am.

## Clasificación
Los ganadores de las poles en cada clase están marcados en negrita.
| Pos | Clase     | Equipo                      | Tiempo   | Grilla |
| --- | --------- | --------------------------- | -------- | ------ |
| 1   | LMP1-H    | No. 7 Toyota Racing         | 1:42.774 | 1      |
| 2   | LMP1-H    | No. 1 Audi Sport Team Joest | 1:42.779 | 2      |
| 3   | LMP1-H    | No. 14 Porsche Team         | 1:43.087 | 3      |
| 4   | LMP1-H    | No. 2 Audi Sport Team Joest | 1:43.137 | 4      |
| 5   | LMP1-H    | No. 8 Toyota Racing         | 1:43.137 | 5      |
| 6   | LMP1-H    | No. 20 Porsche Team         | 1:43.226 | 6      |
| 7   | LMP1-L    | No. 13 Rebellion Racing     | 1:44.285 | 7      |
| 8   | LMP1-L    | No. 12 Rebellion Racing     | 1:44.392 | 8      |
| 9   | LMP2      | No. 26 G-Drive Racing       | 1:49.156 | 9      |
| 10  | LMP2      | No. 47 KCMG                 | 1:49.439 | 10     |
| 11  | LMP2      | No. 37 SMP Racing           | 1:51.326 | 11     |
| 12  | LMP2      | No. 27 SMP Racing           | 1:51.514 | 12     |
| 13  | LMGTE Pro | No. 51 AF Corse             | 1:59.125 | 13     |
| 14  | LMGTE Pro | No. 91 Porsche Team Manthey | 1:59.380 | 14     |
| 15  | LMGTE Pro | No. 92 Porsche Team Manthey | 1:59.717 | 15     |
| 16  | LMGTE Pro | No. 71 AF Corse             | 1:59.841 | 16     |
| 17  | LMGTE Am  | No. 81 AF Corse             | 1:59.932 | 17     |
| 18  | LMGTE Pro | No. 97 Aston Martin Racing  | 1:59.954 | 18     |
| 19  | LMGTE Pro | No. 52 Ram Racing           | 2:00.216 | 19     |
| 20  | LMGTE Am  | No. 98 Aston Martin Racing  | 2:00.923 | 20     |
| 21  | LMGTE Am  | No. 61 AF Corse             | 2:00.971 | 21     |
| 22  | LMGTE Am  | No. 95 Aston Martin Racing  | 2:00.982 | 22     |
| 23  | LMGTE Pro | No. 99 Aston Martin Racing  | 2:01.122 | 23     |
| 24  | LMGTE Am  | No. 75 Prospeed Competition | 2:01.886 | 24     |
| 25  | LMGTE Am  | No. 88 Proton Competition   | 2:01.917 | 25     |
| 26  | LMGTE Am  | No. 53 Ram Racing           | 2:01.953 | 26     |
| 27  | LMGTE Am  | No. 90 8 Star Motorsports   | 2:01.982 | 27     |

## Carrera
Resultados por clase
| Pos. general | Pos. clase | Clase     | N.° | Escudería             | Pilotos                                               | Automóvil               | Vueltas | Tiempo/Retirado | Campeonato | Campeonato |
| Pos. general | Pos. clase | Clase     | N.° | Escudería             | Pilotos                                               | Automóvil               | Vueltas | Tiempo/Retirado | Pos.       | Puntos     |
| LMP          | LMP        | LMP       | LMP | LMP                   | LMP                                                   | LMP                     | LMP     | LMP             | LMP        | LMP        |
| ------------ | ---------- | --------- | --- | --------------------- | ----------------------------------------------------- | ----------------------- | ------- | --------------- | ---------- | ---------- |
| 1            | 1          | LMP1      | 8   | Toyota Racing         | Anthony Davidson Nicolas Lapierre Sébastien Buemi     | Toyota TS040 Hybrid     | 167     | 5:22:42.296     | 1          | 25         |
| 2            | 2          | LMP1      | 7   | Toyota Racing         | Alexander Wurz Stéphane Sarrazin Kazuki Nakajima      | Toyota TS040 Hybrid     | 166     | +1 vuelta       | 2          | 18         |
| 3            | 3          | LMP1      | 20  | Porsche Team          | Timo Bernhard Mark Webber Brendon Hartley             | Porsche 919 Hybrid      | 165     | +2 vueltas      | 3          | 15         |
| 4            | 4          | LMP1      | 12  | Rebellion Racing      | Nicolas Prost Nick Heidfeld Mathias Beche             | Lola B12/60-Toyota      | 159     | +8 vuelta       | 4          | 12         |
| 5            | 1          | LMP2      | 26  | G-Drive Racing        | Roman Rusinov Olivier Pla Julien Canal                | Morgan-Nissan           | 154     | +13 vueltas     | 5          | 10         |
| 6            | 2          | LMP2      | 47  | KCMG                  | Matthew Howson Richard Bradley Tsugio Matsuda         | Oreca 03-Nissan         | 152     | +15 vueltas     | 6          | 8          |
| 13           | 3          | LMP2      | 27  | SMP Racing            | Sergey Zlobin Nicolas Minassian Maurizio Mediani      | Oreca 03-Nissan         | 145     | +22 vueltas     | 7          | 6          |
| Ret          | Ret        | LMP1      | 2   | Audi Sport Team Joest | Marcel Fässler André Lotterer Benoît Tréluyer         | Audi R18 e-tron quattro | 94      | Retirado        | Ret        | Ret        |
| Ret          | Ret        | LMP2      | 37  | SMP Racing            | Kirill Ladygin Viktor Shaytar Anton Ladygin           | Oreca 03-Nissan         | 65      | Retirado        | Ret        | Ret        |
| Ret          | Ret        | LMP1      | 14  | Porsche Team          | Romain Dumas Neel Jani Marc Lieb                      | Porsche 919 Hybrid      | 30      | Retirado        | Ret        | Ret        |
| Ret          | Ret        | LMP1      | 13  | Rebellion Racing      | Dominik Kraihamer Andrea Belicchi Fabio Leimer        | Lola B12/60-Toyota      | 24      | Retirado        | Ret        | Ret        |
| Ret          | Ret        | LMP1      | 1   | Audi Sport Team Joest | Lucas Di Grassi Loïc Duval Tom Kristensen             | Audi R18 e-tron quattro | 24      | Retirado        | Ret        | Ret        |
| LMP2         |            |           |     |                       |                                                       |                         |         |                 |            |            |
| 5            | 1          | LMP2      | 26  | G-Drive Racing        | Roman Rusinov Olivier Pla Julien Canal                | Morgan-Nissan           | 154     | 5:24:15.065     | 1          | 25         |
| 6            | 2          | LMP2      | 47  | KCMG                  | Matthew Howson Richard Bradley Tsugio Matsuda         | Oreca 03-Nissan         | 152     | +2 vueltas      | 2          | 18         |
| 13           | 3          | LMP2      | 27  | SMP Racing            | Sergey Zlobin Nicolas Minassian Maurizio Mediani      | Oreca 03-Nissan         | 145     | +9 vueltas      | 3          | 15         |
| Ret          | Ret        | LMP2      | 37  | SMP Racing            | Kirill Ladygin Viktor Shaytar Anton Ladygin           | Oreca 03-Nissan         | 65      | Retirado        | Ret        | Ret        |
| LMGTE        |            |           |     |                       |                                                       |                         |         |                 |            |            |
| Pos. general | Pos. clase | Clase     | N.° | Escudería             | Pilotos                                               | Automóvil               | Vueltas | Tiempo/Retirado | Campeonato | Campeonato |
| Pos. general | Pos. clase | Clase     | N.° | Escudería             | Pilotos                                               | Automóvil               | Vueltas | Tiempo/Retirado | Pos.       | Puntos     |
| 7            | 1          | LMGTE Pro | 92  | Porsche Team Manthey  | Marco Holzer Frédéric Makowiecki Richard Lietz        | Porsche 911 RSR         | 147     | 5:23:11.855     | 1          | 25         |
| 8            | 2          | LMGTE Pro | 91  | Porsche Team Manthey  | Patrick Pilet Jörg Bergmeister Nick Tandy             | Porsche 911 RSR         | 147     | +45.781         | 2          | 18         |
| 9            | 3          | LMGTE Pro | 97  | Aston Martin Racing   | Darren Turner Stefan Mücke                            | Aston Martin Vantage V8 | 147     | +1:27.845       | 3          | 15         |
| 10           | 4          | LMGTE Pro | 51  | AF Corse              | Gianmaria Bruni Toni Vilander                         | Ferrari F458 Italia     | 147     | +1:59.207       | 4          | 12         |
| 11           | 5          | LMGTE Pro | 71  | AF Corse              | Davide Rigon James Calado                             | Ferrari F458 Italia     | 146     | +1 vuelta       | 5          | 10         |
| 12           | 6          | LMGTE Pro | 52  | Ram Racing            | Matt Griffin Álvaro Parente                           | Ferrari F458 Italia     | 146     | +1 vuelta       | 6          | 8          |
| 14           | 7          | LMGTE Pro | 99  | Aston Martin Racing   | Alex MacDowall Darryl O:Young Fernando Rees           | Aston Martin Vantage V8 | 144     | +3 vueltas      | 7          | 6          |
| 15           | 1          | LMGTE Am  | 95  | Aston Martin Racing   | Kristian Poulsen David Heinemeier Hansson Nicki Thiim | Aston Martin Vantage V8 | 144     | +3 vueltas      | 8          | 4          |
| 16           | 2          | LMGTE Am  | 98  | Aston Martin Racing   | Paul Dalla Lana Pedro Lamy Christoffer Nygaard        | Aston Martin Vantage V8 | 144     | +3 vueltas      | 9          | 2          |
| 17           | 3          | LMGTE Am  | 81  | AF Corse              | Stephen Wyatt Michele Rugolo Sam Bird                 | Ferrari F458 Italia     | 143     | +4 vueltas      | 10         | 1          |
| 18           | 4          | LMGTE Am  | 88  | Proton Competition    | Christian Ried Klaus Bachler Khaled Al Qubaisi        | Porsche 911 RSR         | 142     | +5 vueltas      | 11         | 0.5        |
| 19           | 5          | LMGTE Am  | 53  | Ram Racing            | Johnny Mowlem Mark Patterson Ben Collins NO           | Ferrari F458 Italia     | 141     | +6 vueltas      | 12         | 0.5        |
| 20           | 6          | LMGTE Am  | 61  | AF Corse              | Luis Pérez Companc Marco Cioci Mirko Venturi          | Ferrari F458 Italia     | 141     | +6 vueltas      | 13         | 0.5        |
| Ret          | Ret        | LMGTE Am  | 90  | 8 Star Motorsports    | Enzo Potolicchio Gianluca Roda Paolo Ruberti          | Ferrari F458 Italia     | 118     | Retirado        | Ret        | Ret        |
| Ret          | Ret        | LMGTE Am  | 75  | Prospeed Competition  | François Perrodo Emmanuel Collard Matthieu Vaxivière  | Porsche 911 RSR         | 83      | Retirado        | Ret        | Ret        |
| LMGTE Am     |            |           |     |                       |                                                       |                         |         |                 |            |            |
| 15           | 1          | LMGTE Am  | 95  | Aston Martin Racing   | Kristian Poulsen David Heinemeier Hansson Nicki Thiim | Aston Martin Vantage V8 | 144     | 5:25:05.013     | 1          | 25         |
| 16           | 2          | LMGTE Am  | 98  | Aston Martin Racing   | Paul Dalla Lana Pedro Lamy Christoffer Nygaard        | Aston Martin Vantage V8 | 144     | +7.496          | 2          | 18         |
| 17           | 3          | LMGTE Am  | 81  | AF Corse              | Stephen Wyatt Michele Rugolo Sam Bird                 | Ferrari F458 Italia     | 143     | +1 vuelta       | 3          | 15         |
| 18           | 4          | LMGTE Am  | 88  | Proton Competition    | Christian Ried Klaus Bachler Khaled Al Qubaisi        | Porsche 911 RSR         | 142     | +2 vueltas      | 4          | 12         |
| 19           | 5          | LMGTE Am  | 53  | Ram Racing            | Johnny Mowlem Mark Patterson Ben Collins              | Ferrari F458 Italia     | 141     | +3 vueltas      | 5          | 10         |
| 20           | 6          | LMGTE Am  | 61  | AF Corse              | Luis Pérez Companc Marco Cioci Mirko Venturi          | Ferrari F458 Italia     | 141     | +3 vueltas      | 6          | 8          |
| Ret          | Ret        | LMGTE Am  | 90  | 8 Star Motorsports    | Enzo Potolicchio Gianluca Roda Paolo Ruberti          | Ferrari F458 Italia     | 118     | Retirado        | Ret        | Ret        |
| Ret          | Ret        | LMGTE Am  | 75  | Prospeed Competition  | François Perrodo Emmanuel Collard Matthieu Vaxivière  | Porsche 911 RSR         | 83      | Retirado        | Ret        | Ret        |

Fuentes: FIA WEC.